# عمود معبأ

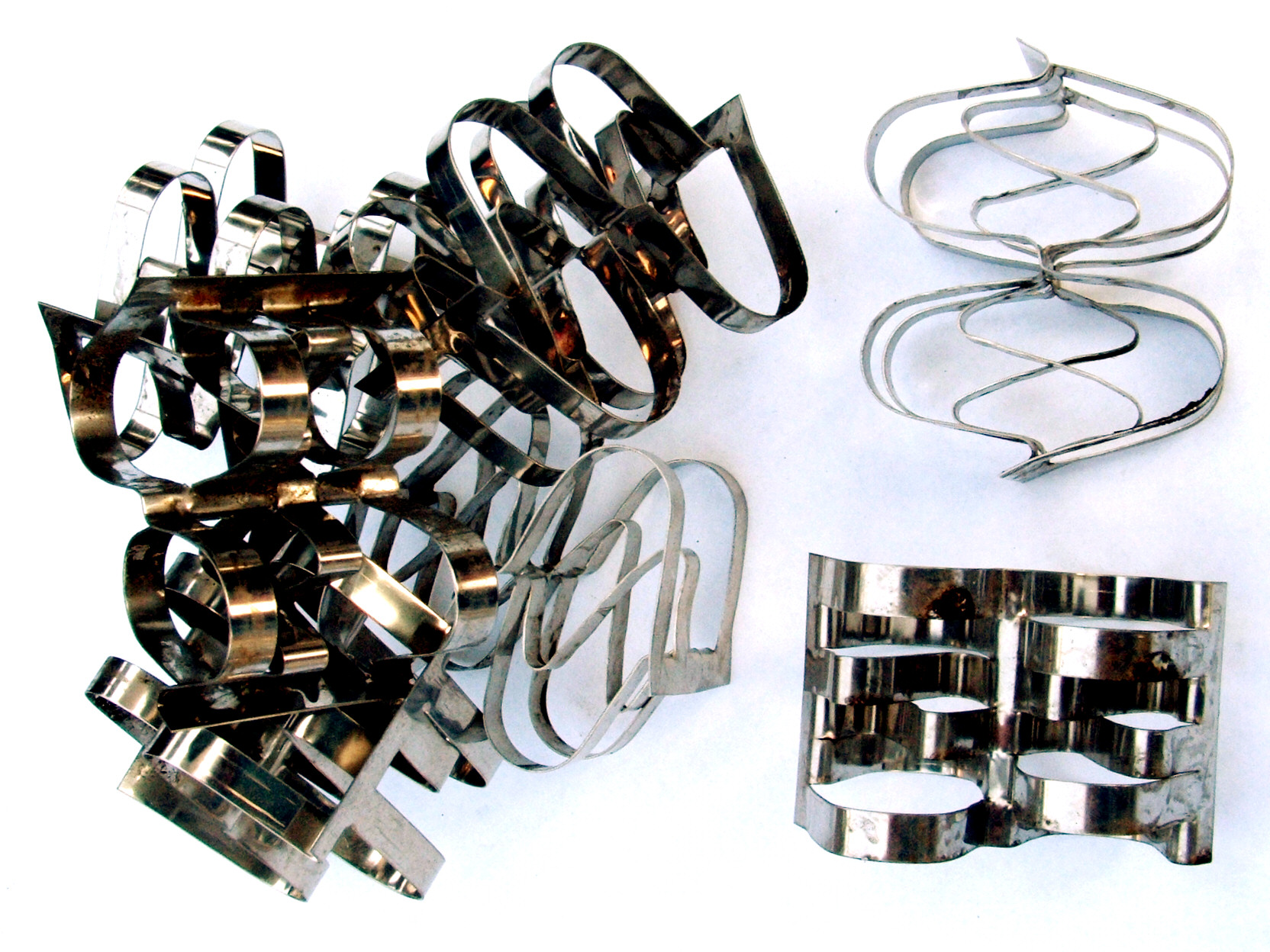
حلقات سوبر راشينج

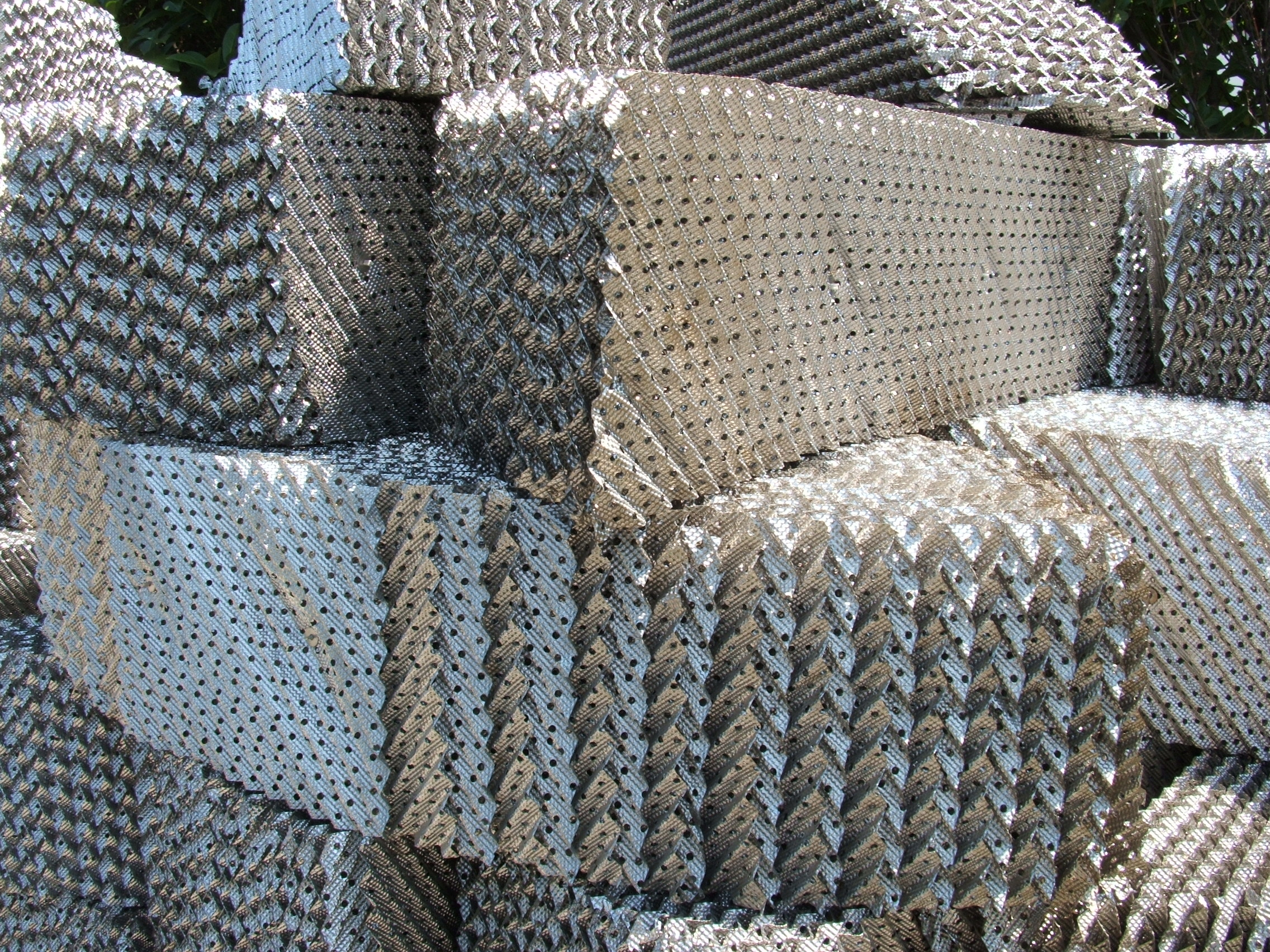
تعبئة بنائية.

عمود معبأ في الهندسة الكيميائية (بالإنجليزية: Packed bed ) هو عمود أجوف أو أنبوب ممتلئ بمواد صغيرة لزيادة السطح الداخلي . وقد تكون التعبئة الأجزاء الصغيرة عشوائية مثلما في تعبئة حلقات راشينج أو يمكن أن تكون تعبئة بنائية منتظمة .
والغرض من تشكيل العمود المعبأ هو تحسين التلامس بين سائل وبخاره أو تحسين التلامس بين طورين من أطوار المادة وما يشبه ذلك من العمليات الكيميائية. وتستخدم الأعمدة المعبأة في المفاعلات الكيميائية وفي التقطير وفي أجهزة الفصل ، كما تستخدم الأعمدة المعبأة في الاحتفاظ بالحرارة في المصانع الكيماوية. وفي تلك الحالة يسمح بخول غاز ساخن إلى العمود المعبأ فتحتفظ عبوته بالحرارة . وعند الحاجة لاستعادة الحرارة بمرر هواء أو غاز آخر إلى العمود بيسخن الهواء أو الغاز ويمكن بعد ذلك الاستفادة بما فيه من طاقة حرارية.

## اقرأ أيضا
- حلقة راشينج
- تقطير جزئي
- تقطير النفط
- تقطير جاف
- معادلة فينسك
- طبق نظري